# Aristo Isola
Aristo Isola (Parma, 4 gennaio 1850 – Parma, 1919) è stato un patriota e politico italiano.

## Biografia
Si arruolò ancor prima di terminare gli studi con le truppe garibaldine, partecipando alla battaglia di Bezzecca. Nel 1873 fondò il giornaletto settimanale I Miserabili, che trattava temi politici e sociali. Fu Presidente della Società dei reduci garibaldini e consigliere comunale in diverse amministrazioni succedute a Giovanni Mariotti.
Aristo Isola fu una delle figure più prestigiose del primo socialismo parmense e godette a Parma di un notevole ascendente. Dal 1904 al 1908 fu Presidente della Camera di Commercio, e per il suo comportamento durante lo sciopero agrario del 1908 fu oggetto di pesanti attacchi da parte degli agrari e degli industriali ad essi collegati. Fu anche assessore ai lavori pubblici e pro-sindaco per diversi anni, dando un notevole impulso al rinnovo edilizio della città. 
A Parma gli è stata dedicata nel 1959 una via dell'Oltretorrente parallela a via Volturno; prima denominata "via Aristo Isola", nel 1965 è stata ridenominata "via Aristo e Giuseppe Isola", per ricordare insieme a lui anche il suo parente  Giuseppe. 